# 39549 Casals
39549 Casals è un asteroide della fascia principale. Scoperto nel 1992, presenta un'orbita caratterizzata da un semiasse maggiore pari a 2,7879134 UA e da un'eccentricità di 0,1218783, inclinata di 9,68746° rispetto all'eclittica.